# Ruta de Illinois 33
La Ruta de Illinois 33, y abreviada IL 33 (en inglés: Illinois Route 33) es una carretera estatal estadounidense ubicada en el estado de Illinois. La carretera inicia en el oeste desde la IL 128     en Effingham hacia el sur en la US 50  cerca de Vincennes, Indiana. La carretera tiene una longitud de 156,4 km (97.17 mi).

## Mantenimiento
Al igual que las autopistas interestatales, y las rutas federales y el resto de carreteras estatales, la Ruta de Illinois 33 es administrada y mantenida por el Departamento de Transporte de Illinois por sus siglas en inglés IDOT.